# 吴望始
吴望始（1931年—），女，江苏无锡人，中国古生物学家，曾任中国科学院南京地质古生物研究所研究员、博士生导师。